# Chalid Habasz as-Suwajdi
Chalid Habasz as-Suwajdi, Khalid Habash Al-Suwaidi (ur. 10 października 1984) – katarski lekkoatleta, kulomiot i dyskobol.

## Osiągnięcia
- brązowy medal na mistrzostwach świata juniorów młodszych (pchnięcie kulą Bydgoszcz 1999)
- złoto mistrzostw świata juniorów młodszych (rzut dyskiem Debreczyn 2001)
- srebrny medal mistrzostw Azji (pchnięcie kulą Manila 2003)
- złoto mistrzostw Azji (pchnięcie kulą Inczon 2005)
- srebrny medal podczas igrzysk azjatyckich (pchnięcie kulą Doha 2006)
- brąz mistrzostw Azji (pchnięcie kulą Amman 2007)

As-Suwajdi wielokrotnie reprezentował Katar na największych seniorskich międzynarodowych imprezach, jednak nigdy nie kwalifikował się do rundy finałowej, między innymi zajął 30. miejsce w eliminacjach podczas igrzysk olimpijskich (pchnięcie kulą Ateny 2004).

## Rekordy życiowe
- pchnięcie kulą – 20,54 (2005) rekord Kataru
- pchnięcie kulą (hala) – 20,09 (2006) rekord Kataru, były halowy rekord Azji
- rzut dyskiem (2,000 kg - seniorski) – 58,52 (2004)
- rzut dyskiem (1,750 kg) – 63,17 (2002)
- rzut dyskiem (1,500 kg) – 62,67 (2001)